# Tomb Raider: Anniversary
Tomb Raider: Anniversary – przygodowa gra akcji z widokiem trzecioosobowym, stworzona przez firmę Crystal Dynamics i wydana 1 czerwca 2007 przez Eidos Interactive. Gra stanowi remake pierwszej części serii z 1996 roku.

## Opis fabuły
Dziewięcioletnia Lara Croft przeżyła katastrofę lotniczą w Himalajach, gdzie była świadkiem tajemniczej śmierci swojej matki. Po tym, jak przetrwała podczas samotnej, 10-dniowej podróży z miejsca katastrofy do Katmandu, spędziła resztę dzieciństwa pod troskliwym okiem swego ojca, Richarda Crofta, archeologa i hrabiego Abbingdonu. Kiedy Lara miała 18 lat, jej ojciec zmarł, a ona sama odziedziczyła po nim majątek Croftów i tytuł hrabiny Abbingdonu. Od tego czasu kieruje nią żądza odkrycia tajemnic zamierzchłej przeszłości planety w nadziei, że te odkrycia pomogą jej zrozumieć przyczynę śmierci rodziców.
Lara zostaje wynajęta przez bogatą bizneswoman, Jacqueline Natlę, która zleca Larze odnalezienie w Peru grobowca Qualopeca, władcy mitycznej Atlantydy, oraz pochowanego razem z nim jednej z trzech części Dziecięcia Atlantydy. Gdy Lara dociera do grobowca i zdobywa pierwszy fragment artefaktu, zjawia się pracownik Natli, Larson. Próbuje on zabić Croft oraz odebrać jej fragment Dziecięca Atlantydy. Lara obezwładnia przeciwnika i wyciąga od niego informacje na temat trwających poszukiwań drugiego fragmentu. Postanawia odnaleźć pozostałe części Dziecięcia. Chcąc dowiedzieć się czegoś więcej, dokonuje włamania do biura Natli, gdzie dowiaduje się, że kolejny element artefaktu znajdzie w ruinach monastyru św. Franciszka w Grecji. Na miejscu jest już rywal Lary, Pierre Dupont. Wnętrze klasztoru okazuje się kryć korytarze prowadzące do pałacu mitycznego króla Midasa, a stamtąd – do grobowca Tihocana, drugiego z władców Atlantydy. Lara łączy posiadane fragmenty Dziecięcia, a jej oczom ukazuje się wizja osądu nad jednym z władców Atlantydy oraz miejsce ukrycia ostatniej części artefaktu – egipską świątynię.
Po przejściu kompleksu Lara zdobywa ostatni element układanki. Łącząc posiadane części Dziecięcia, ogląda zakończenie poprzedniej wizji, z której dowiaduje się, że skazaną na wieczne potępienie władczynią jest Natla. Gdy Lara odzyskuje świadomość, otoczona zostaje przez ludzi Natli, którzy uprzednio pozbawili bohaterkę broni oraz artefaktu. Natla rozkazuje zabić Larę, ta jednak ucieka. Dostaje się na jacht, którym Natla ze swoją świtą dopływa do tajemniczej wyspy, by skryć się w niewielkiej kopalni, będącej własnością korporacji Natli. Po odzyskaniu broni Croft zmuszona jest do konfrontacji z Larsonem, którego zabija. Kopalnia szybko przekształca się w korytarze starożytnego kompleksu. Lara dociera na szczyt piramidy, gdzie odbywa rozmowę z Natlą. Ostatecznie niszczy Dziecię, a następnie zrzuca Natlę do lawy. Po uszkodzeniu artefaktu kompleks zaczyna się walić. Lara dociera do wyjścia, gdzie czeka na nią poparzona Natla. W wyniku walki oraz postępującego zniszczenia budowli Lara zrzuca na Natlę filar, a następnie ucieka z wyspy, która wskutek eksplozji przestaje istnieć.

## Rozgrywka
Gra Tomb Raider: Anniversary jest remakiem pierwszej części serii z 1996 roku. Twórcy poprawili oprawę graficzną i dźwiękową, pozostawiając fabułę i ogólną filozofię rozgrywki takimi, jak w 1996 roku. Gra została wyposażona w nowy sposób sterowania, znany z gry Tomb Raider: Legenda, a także w możliwość balansowania bohaterki na kładce, znaną z Tomb Raider: Chronicles. Podobnie jak jej pierwsza część, gra pozwala zwiedzić lokacje, takie jak Peru, Grecja, Egipt oraz Atlantydę. Podobnie jak w oryginale, można zwiedzić posiadłość Croftów, która koresponduje z posiadłością z Tomb Raider: Legenda oraz filmową wersją, nie zaś z oryginałem. W miarę postępów w grze dochodzą bonusy w postaci filmików, muzyki, strojów dla panny Croft, kodów i komentarzy.